# Camerino di Enea

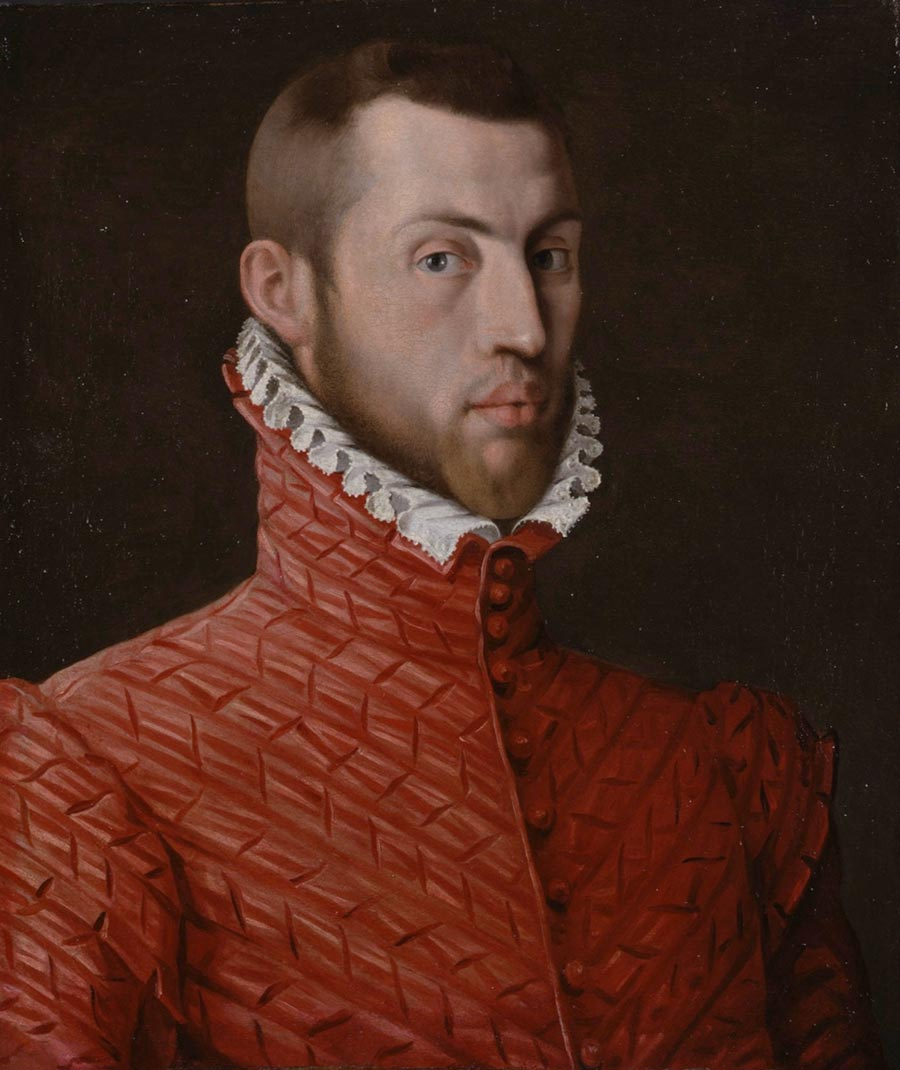
Ritratto di Vespasiano Gonzaga, attribuito a Bernardino Campi, 1582 ca.

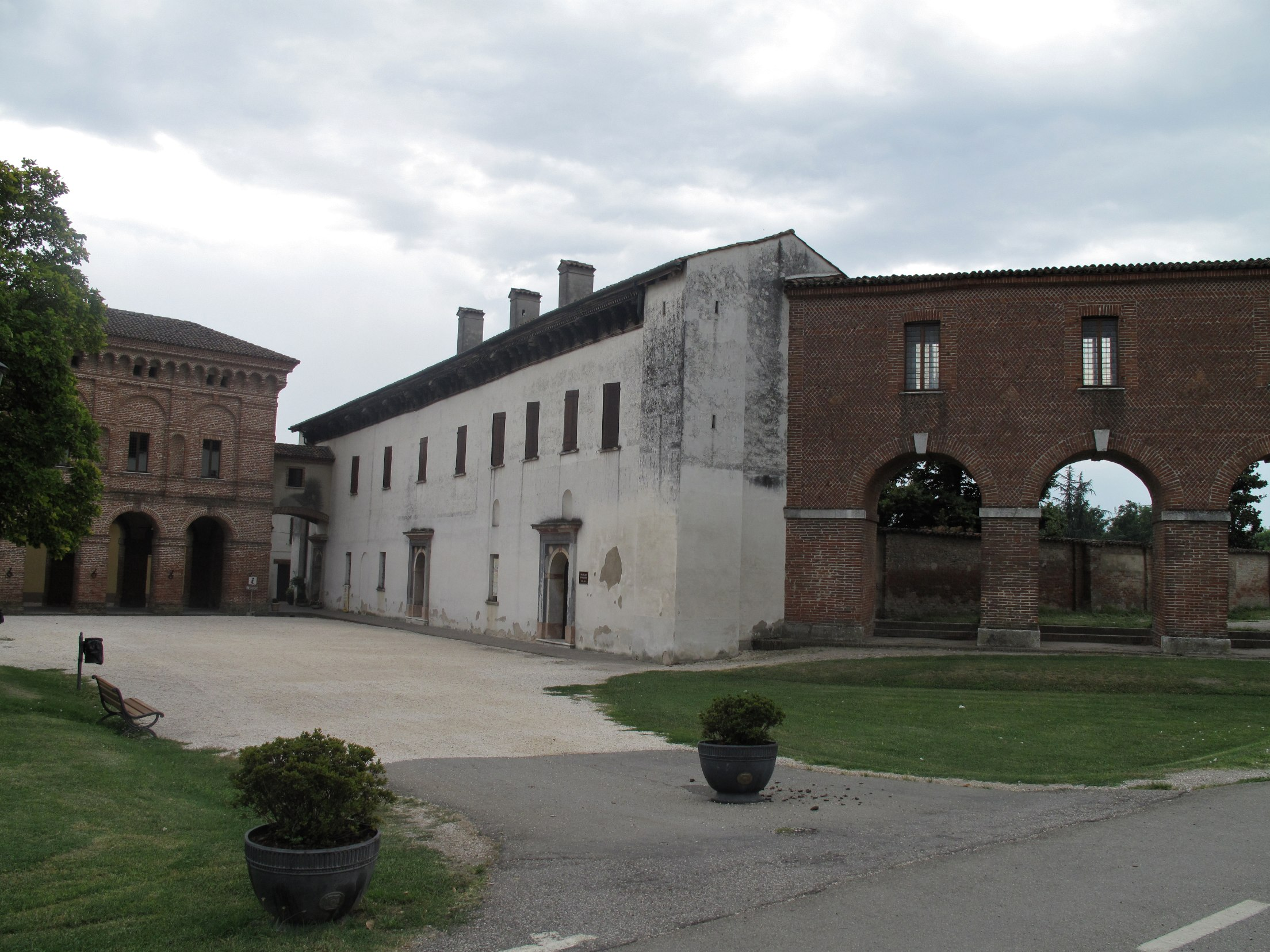
Sabbioneta, Palazzo del Giardino

Il Camerino di Enea (o Saletta di Enea) è un ambiente privato e studiolo del duca Vespasiano Gonzaga, sito nel Palazzo del Giardino di Sabbioneta.

## Storia
L'ambiente, uno dei più preziosi del palazzo, venne iniziato nel 1585. Sulle pareti il pittore Carlo Urbino dipinse alcuni episodi tratti dall'Eneide, mentre alcuni putti nella parte superiore sono opera di Bernardino Campi e del Fornaretto Mantovano. Nella parte bassa del soffitto sono collocate tre formelle in stucco e bassorilievi con scene di vita romana, opera di Bartolomeo Conti. Sopra la finestra trovano posto lo stemma ducale con la scritta "LIBERTAS" e quello dei Gonzaga-Colonna.